# Dixième gouvernement de l'État espagnol
Royaume d'Espagne
Franco IX Franco XI
Le Dixième gouvernement de l'État espagnol (Décimo gobierno del Estado español) était le gouvernement du royaume d'Espagne, du 7 juillet 1965 au 22 juillet 1967.

## Composition
| Poste                                              | Titulaire                          |
| -------------------------------------------------- | ---------------------------------- |
| Président du gouvernement                          | Francisco Franco                   |
| Vice-président                                     | Agustín Muñoz Grandes              |
| Ministres                                          |                                    |
| Ministre des Affaires étrangères                   | Fernando María Castiella           |
| Ministre de la Justice                             | Antonio María de Oriol             |
| Ministre de l'Armée de terre                       | Camilo Menéndez Tolosa             |
| Ministre de l'Armée de l'air                       | José Daniel Lacalle Larraga        |
| Ministre de la Marine                              | Pedro Nieto Antúnez                |
| Ministre de l'Industrie                            | Gregorio López-Bravo               |
| Ministre du Commerce                               | Faustino García-Moncó Fernández    |
| Ministre du Gouvernement                           | Camilo Alonso Vega                 |
| Ministre de la Présidence                          | Luis Carrero Blanco                |
| Ministre des Travaux publics                       | Federico Silva Muñoz               |
| Ministre de l'Agriculture                          | Adolfo Díaz-Ambrona Moreno         |
| Ministre du Travail                                | Jesús Romeo Gorría                 |
| Ministre de l'Éducation                            | Manuel Lora-Tamayo                 |
| Ministre des Finances                              | Juan José Espinosa San Martín      |
| Ministre du Logement                               | José María Martínez Sánchez-Arjona |
| Ministre de l'information et du tourisme           | Manuel Fraga                       |
| Ministre, secrétaire général du Mouvement national | José Solís Ruiz                    |
| Ministre sans-portefeuille                         | Laureano López Rodó                |